# Giovanni Leoni Gallucci
Giovanni Leoni Gallucci (Capua, ... – L'Aquila, 1502) è stato un vescovo cattolico italiano.

## Biografia
Nato a Capua e abile medico personale di re Ferdinando I di Napoli, per sua richiesta fu nominato vescovo di Caserta nel 1477 da papa Sisto IV. Il 23 agosto 1493 fu invece nominato vescovo dell'Aquila da papa Alessandro VI. Ricoprì questo incarico fino al 1502, anno della sua morte, e venne sepolto nella cattedrale della città.